# Apocephalus vangus
Apocephalus vangus är en tvåvingeart som beskrevs av Brown 2002. Apocephalus vangus ingår i släktet Apocephalus och familjen puckelflugor. Inga underarter finns listade i Catalogue of Life.